# Mise au tombeau de Vesoul
La mise au tombeau de Vesoul est un groupe sculpté situé au sein de l'église Saint-Georges de Vesoul (département français de Haute-Saône).

## Histoire

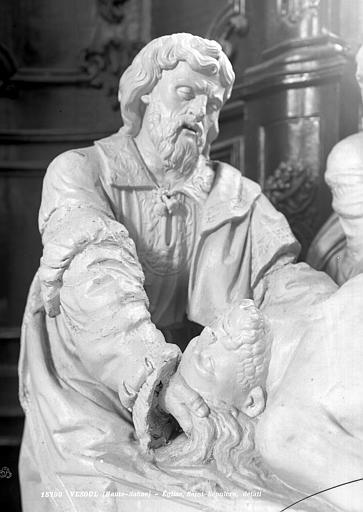
Détail de l'œuvre en 1911

D'auteur inconnu, l'œuvre a été sculptée en pierre calcaire vers 1450 aux frais du lieutenant local du bailliage d'Amont Jean Sardon.
La Mise au tombeau demeura pendant longtemps dans la chapelle du Rosaire à Vesoul. En 1745, elle est transférée au sein de l'église Saint-Georges, nouvellement édifiée.
Le 10 août 1904, la sculpture est classée monument historique au titre d'objet au sein de la base Palissy.
La sculpture se trouve aujourd'hui dans la chapelle du Saint-Sépulcre, l'une des trois chapelles latérales Sud de l'église Saint-Georges,.

## Description
Sont représentés, de gauche à droite, entourant le christ : Joseph d'Arimathie, Jean et Marie, Marie Madeleine, Marie Jacobé et Nicodème. Des traces de polychromie sont visibles. Par rapport à d'autres mises au tombeau, on note l'absence de Marie femme de Cleophas.